# Museu Agbar de les Aigües
El Museu Agbar de les Aigües està situat a la central de bombeig d'Aigües de Barcelona a Cornellà de Llobregat, un complex fabril catalogat com a bé cultural d'interès local.

## Història
El 1861, l'hisendat barceloní Josep Serra i Batlle, propietari d'una fàbrica tèxtil al Raval de Barcelona, va comprar una finca agrícola a Cornellà (que es coneixeria com a Can Serra) rica en aigües subàlvies. El 1867 (any de la constitució a Lieja de la Compagnie des Eaux de Barcelone), Manuel Guteras va obtenir una concessió per a la captació i canalització d'aigua a la vall baixa del Llobregat i va adquirir una part dels terrenys per a construir-hi una central de bombeig moguda per vapor.
El 1904, arran d'un episodi de sequera, la companyia va pendre la decisió d'ampliar la central i va encarregar-ne el projecte a l'arquitecte Josep Amargós i Samaranch. Les obres s'iniciaren el 1905 i les noves instal·lacions, amb una capacitat de 33.000 m³ per dia, foren inaugurades el 1909. El 1910 s'hi va construir una nova xemeneia de 50 m d'alçada, el 1936 es va projectar la substitució de la força motriu del vapor per electricitat, però l'escassetat provocada per la Guerra Civil i la postguerra van fer que aquest continués funcionant fins al 1948.
El 2001, la Fundació Agbar va encarregar a l'equip 2BMFG arquitectes (Carles Buxadé, Joan Margarit, Ramon Ferrando, Carles Gelpí i Àgata Buxadé) la rehabilitació i adecuació dels edificis més significatius del recinte i el seu entorn com a museu, que es va obrir al públic el juny de 2004. El 2009 va rebre el Premi Bonaplata en la categoria de rehabilitació de béns mobles, i el 2010, el Premi Micheletti per l'European Museum Forum en el camp de la museologia.

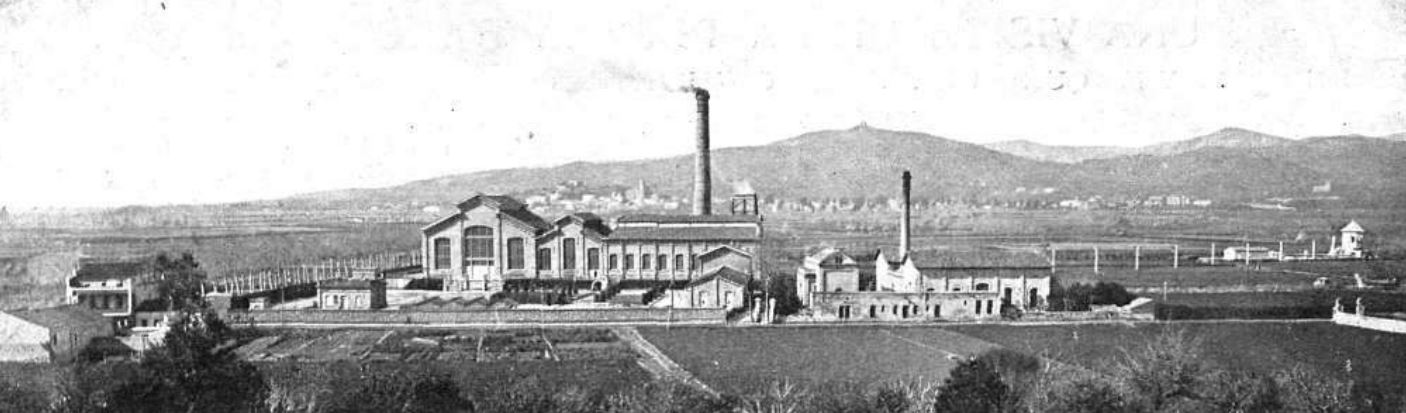
Any 1911

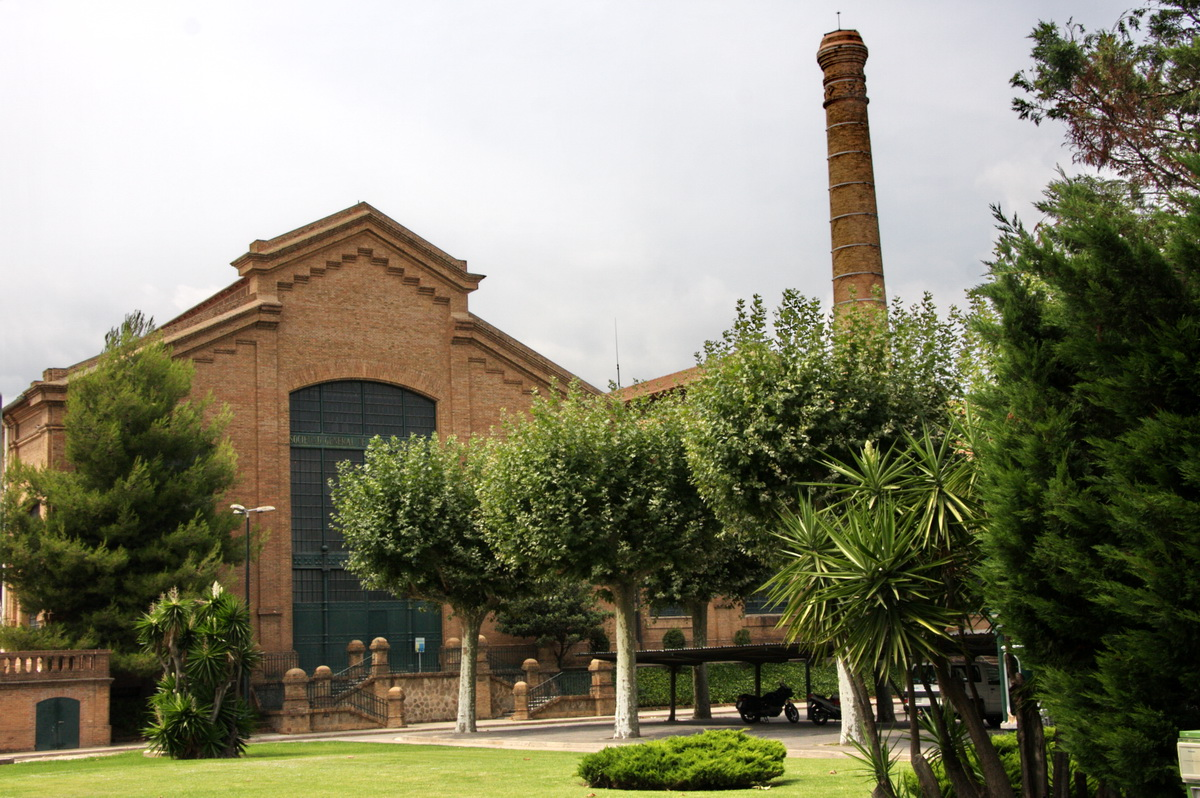
Edifici Amargós

## Descripció

### Edifici Amargós
L'exposició permanent s'ubica a l'interior de l'edifici modernista projectat per l'arquitecte Josep Amargós, construït amb rigor i amb cura pels detalls. Els murs són d’obra vista d’aparell anglès amb elements ornamentals, com la cornisa o les pilastres, i amb grans finestrals que permeten l’entrada de llum natural. Està format per tres naus: la Sala de Calderes, Sala de l'Electricitat i la Sala de Màquines.
- Sala de Calderes: Es conserven dues de les sis calderes originals, ja que les altres quatre foren desmantellades als anys 1950. El combustible utilitzat era carbó, que s'introduïa al fogar, on es cremava. Les flames escalfaven un conjunt de tubs per on circulava l'aigua, que es convertia en vapor (a una pressió superior a l'atmosfèrica ) que ascendia fins al col·lector. A la caldera hi ha diferents indicadors: un tub exterior de vidre davant del col·lector per visualitzar el nivell d'aigua que hi ha a dins, i els manòmetres per mesurar la pressió de vapor (en kg/cm²). Quan hi faltava pressió, els fogoners havien d'afegir més carbó per augmentar la producció de vapor. Aquest abandonava la caldera a través dels tubs de presa, de formes corbes per a suportar els efectes de dilatació i compressió provocats pels canvis de temperatura.[5]

- Sala de l'Electricitat: El vapor produït a les calderes es conduïa per tubs subterranis fins aquest cilindre. La pressió feia moure un pistó, provocant un moviment endavant i enrere de la biela, gràcies a la qual es transformava en circular i es feia girar també el volant d'inèrcia de 10 tones de ferro colat que giraven a una velocitat de 110 revolucions per minut. El volant estava connectat a la dinamo, una bobina formada per làmines de coure i envoltada per un anell d'electroimants que creaven un camp magnètic molt potent. Quan girava la bobina, tallava les línies del camp magnètic generant electricitat (uns 220 kW de potència, 400 volts).[5]
- Sala de Màquines: Des de la central no es distribuïa l'aigua directament a les cases sinó que s'enviava a dos dipòsits d'alçada, el d'Esplugues i el de Sant Pere Màrtir. El 1909, hi havia dos grups elevadors accionats amb vapor i quedava espai reservat per a un tercer grup. Actualment, es pot veure una de les dues bombes en perfecte estat de conservació, i en el lloc de la segona, a l'esquerra i centre de la sala, es veuen les bombes actuals, que funcionen amb electricitat. La capacitat total és de fins a 5000 l/s, tot i no necessàriament funcionen constantment ni totes alhora, ja que la seva feina depèn de la demanda.[5]

### Xemeneia
A l’exterior hi ha una xemeneia de 50 m d'alçada, per on s'extreien els fums de la combustió del carbó.

### Pous
Al recinte hi ha nou pous que extreuen les aigües subterrànies de l’aqüífer del riu Llobregat. El més antic (1905) és el Fives Lille (nom de l'empresa que el va construir, d'origen francès), d'uns 30 m de profunditat. Està format per dues parts: la part baixa que s'encasta al terreny fins a trobar l'aigua i la part superior, on s'accedeix per al control de l'extracció. És una estructura poligonal en voladís de vidre, subjectada amb uns cartel·les de forja amb motius florals. Els altres pous tenen forma cilíndrica i poligonal.

### Dipòsits de compensació
És un reposa l’aigua abans de ser injectada a la xarxa. El més emblemàtic és el Dipòsit Circular (1953-1954), amb una capacitat de 2.000 m³. És de planta circular, d’uns 26 m de diàmetre, i té una coberta en forma de cúpula. El 2003 va ser substituït per un de més capacitat, i actualment acull diversos esdeveniments.

### Altres edificis
En el recinte també hi havia la casa del director, dues casetes per als encarregats de màquines i del taller, la casa del porter i els coberts per a guardar els tractors que servien per a llaurar la llera del riu i així activar la filtració de l’aigua.

### Parc
El conjunt està envoltat d'un parc, que des del 2019 compta amb la cascada que hi havia a la Casa Vicens, dissenyada per Antoni Gaudí. Per a la reconstrucció s’han seguit les indicacions del projecte original, afegint un component de sostenibilitat per a què l'aigua sigui reciclada.
S'hi troba bàsicament flora autòctona, com ara pins, alzines, xiprers i pollancres, així com també arbres fruiters: pomeres, tarongers, llimoners o mandariners, i exemplars procedents d'altres regions i de caràcter més ornamental, com eucaliptus o cedres de l'Himàlaia. També s'hi pot trobar un jardí de papallones.